# Andrés Giordano
Andrés Giordano, né le 29 décembre 1986 à Buenos Aires, est un dirigeant syndical, musicien, barista et homme politique chilien.  Il est député depuis mars 2022.
Il est également candidat lors des élections constituantes de 2021 avec la Gauche libertaire (es), investi par le parti Révolution démocratique, mais il n'est pas élu.

## Biographie

### Familles et études
Andrés Giordano est né le 13 août 1952 à Buenos Aires, d'un père argentin et d'une mère chilienne, des exilés politiques en Europe qui ont fui les dictatures de leurs pays. Quand Andrés avait 3 ans, ils sont venus au Chili, s'installant à Estación Central.
De la maternelle à la sixième année, il étudie au sein de l'école Villa España à Estación Central. En 1999, il entre à l' Institut national, dont il est diplômé en 2004. Ensuite, il commence à étudier l'art avec une mention en photographie à l'université du Chili.
Il est batteur dans le groupe de rock « Motor Imóvil », avec qui il a enregistré un EP intitulé Revancha en 2012 et en 2013, un album intitulé Canal Ceniza.

### Parcours professionnel et dirigeant syndical
En 2007, tandis qu'il étudie à l'université, il commence à travailler chez Starbucks. Deux ans plus tard, il organise la constitution du premier syndicat de l'entreprise au monde, dont il devient président du conseil d'administration. Au cours de son mandat, l'entreprise a été condamnée cinq fois pour pratiques antisyndicales au Chili.
En tant que président du syndicat, Giordano a représenté plus de 750 travailleurs pendant près de 10 ans, qui en novembre 2020 ont été indemnisés, à la suite du procès contre la multinationale pour avoir appliqué, au début de la pandémie, la loi sur la protection de l'emploi, précarisant considérablement les employés. 
En raison de cette affaire pendant la pandémie, Giordano a interpellé dans la rue le ministre des Finances Ignacio Briones en janvier 2021.
Il participe également au mouvement « No más AFP (es) », luttant contre le fonds de pension privé par capitalisation (es), souhaitant un système de retraite par répartition. Il a également dirigé le Front des travailleurs Coordinadora et a été porte-parole de la « Primera Línea Sindical », qui regroupe plus de 35 syndicats dans tout le pays.

### Parcours politique

#### Candidature aux élections constituantes
Lors des élections constituantes de 2021, il est candidat avec la Gauche libertaire (es), investi par la Fédération régionaliste verte sociale, sur la liste d'Approbation dignité. Il n'est pas élu, ne récoltant que 3 314 voix (0,7%).

### Député
Lors des élections législatives de 2021, il est candidat dans la 9e circonscription de la région métropolitaine de Santiago, à nouveau candidat avec la Gauche libertaire (es), investi cette fois-ci par le parti Révolution démocratique. Il est élu avec 2 842 voix (0,85%).
Lors de l'ouverture de la 56e législature, le 11 mars 2022, il rejoint le groupe parlementaire du parti Révolution démocratique.